# Liste der indigenen Völker Mesoamerikas und der Karibik
Die indigenen Völker Mesoamerikas und der Karibik sind Ethnien, die bereits vor der Kolonialisierung dort gelebt haben und daher die Nachfahren der „Urbevölkerung“ dieser Region sind. Politisch werden sie als indigene Völker betrachtet. In manchen Ländern Mittelamerikas – wie zum Beispiel in Guatemala – stellen sie auch heute noch die Bevölkerungsmehrheit. In der Karibik wurden sie weitestgehend ausgerottet oder assimiliert.
Nach bestimmten kulturellen Kriterien (beispielsweise Subsistenzweise, gesellschaftliche Organisation, Kunstformen, Familienstrukturen, traditionelle Religionen) hat die Ethnologie versucht, die Ethnien nach sogenannten Kulturarealen zu gliedern. Die folgende Auflistung folgt dabei verschiedenen Modellen, da sich hier die Modelle nordamerikanischer-, mesoamerikanischer- und südamerikanischer Kulturen überschneiden.

## Südwesten Nordamerikas
- Cora
- Huichol
- Tepecano
- Tepehuan
- Tarahumara
- Yaqui

## Mesoamerika Nord
- Acolhua (zu den Nahua gehörig)
- Amuzgo
- Azteken (zu den Nahua gehörig)
- Chalcas (zu den Nahua gehörig)
- Chatino
- Chiapaneken
- Chichimeken
- Chinanteken
- Chocho
- Cholulteken (zu den Nahua gehörig)
- Chontal von Oaxaca (Tequistlateken)
- Cuicateken
- Cuitlateken
- Guachichilen
- Huave
- Huaxteken
- Huexotzinca (zu den Nahua gehörig)
- Ixcateken
- Matlatzinca
- Mazahua
- Mazateken
- Mixteken
- Mixe
- Nahua
- Ocuiltec (Tlahuica)
- Olmeken
- Otomí
- Pame
- Popoloca
- Popoluca
- Purépecha (Tarasken)
- Tepaneken (zu den Nahua gehörig)
- Tepehua
- Tlahuica (zu den Nahua gehörig)
- Tlapaneken
- Tlaxcalteken (zu den Nahua gehörig)
- Tolteken (zu den Nahua gehörig)
- Totonaken
- Trique
- Xinca
- Zapoteken
- Zoque

## Mesoamerika Süd
- Acateco
- Achí
- Aguacateken (Aguateken)
- Alaguilac
- Cakchiquel
- Chol
- Chontal
- Chortí
- Chuj
- Ixil
- Itzá
- Jacalteken
- Kanhobal
- Kekchí
- Lacandon
- Mam
- Maya
- Mopan
- Mocho (Mototzinleken)
- Pokomam
- Pokomchi
- Quiché
- Sacapulteco
- Sipacapeno
- Tacaneco
- Tectiteco (Teco)
- Tojolabal
- Tzeltal
- Tzotzil
- Tzutuhil
- Uspanteken
- Yucateken

## Zirkumkaribik
- Arawak
- Boruca
- Bribri
- Buglere
- Cabecar
- Cacaopera
- Changuena
- Chorotega (Mangue)
- Ciboney
- Corobici
- Dorasque
- Garifuna
- Guanahatabey
- Guaymí
- Huetar (Güetar)
- Igneri
- Jicaque
- Kariben
- Kuna
- Lenca
- Lucayo
- Maleku (Guatuso)
- Matagalpa
- Mayangna (Sumo)
- Miskito
- Nicarao
- Paya (Pech)
- Pipil
- Rama
- Sigua
- Subtiaba
- Taíno
- Tawahka (Sumo)
- Teribe (Naso)
- Ulua
- Voto

## „Mischformen“
Durch die Vermischung einiger indigener Völker mit fremden Ethnien entstanden zum Teil neue Gruppen mit einer eigenen ethnischen Identität: Die bekanntesten sind die Garifuna (Kariben und westafrikanische Sklaven) der Karibikküste Mittelamerikas.